# Creissac
Creissac (en francès Creyssac) és un municipi francès situat al departament de la Dordonya i a la regió de la Nova Aquitània.

## Demografia
| 1962                                       | 1968 | 1975 | 1982 | 1990 | 1999 | 2007 |
| ------------------------------------------ | ---- | ---- | ---- | ---- | ---- | ---- |
| 110                                        | 95   | 94   | 83   | 81   | 99   | 100  |
| Des de 1962: població sense dobles comptes |      |      |      |      |      |      |

## Administració
| Període   | Identitat        | Partit        |
| --------- | ---------------- | ------------- |
| 1971-1989 | Bernard Borie    |               |
| 1989-     | Michel Desmoulin | Divers gauche |